# Хатассы
Хата́ссы (якут. Хатас) — село на территории городского округа «Город Якутск». Административный центр Хатасского наслега. Расположено село на левом берегу реки Лена, в 3 км к югу от окраины Якутска.

## География
Хатассы находится в Центральной Якутии, в долине Туймаада, на левом берегу р. Лены, на Табагинской протоке, в 15 км к югу от (центра) г. Якутска.
уличная сеть
По данным на 2009 год уличная сеть состояла из 41 географического объекта, общей протяжённостью в 27 210 метров. Вид дорожного полотна — грунт (основной), речной песок, ПГС, асфальт.
| N  | Название улицы | протяжённость в метрах | Вид дорожного полотна |
| -- | -------------- | ---------------------- | --------------------- |
| 1  | Каландаришвили | 2 700                  | Асфальт               |
| 2  | Ленина         | 1 500                  | Асфальт               |
| 3  | Совхозная      | 1 800                  | Асфальт               |
| 4  | Ойунского      | 800                    | ПГС                   |
| 5  | Аржакова       | 800                    | Асфальт               |
| 6  | Озерная        | 250                    | Грунт                 |
| 7  | Новая          | 1 050                  | Речной песок          |
| 8  | Октябрьская    | 1 200                  | Речной песок          |
| 9  | Полевая        | 650                    | Грунт                 |
| 10 | С. Алексеева   | 1 700                  | Речной песок          |
| 11 | Набережная     | 800                    | Грунт                 |
| 12 | Аммосова       | 500                    | Грунт                 |
| 13 | 50 лет Победы  | 880                    | Грунт                 |
| 14 | Северная       | 350                    | Грунт                 |
| 15 | Туймаада       | 550                    | Грунт                 |
| 16 | Малгиных       | 600                    | Грунт                 |
| 17 | Захарова       | 480                    | Грунт                 |
| 18 | Самсоновых     | 570                    | Грунт                 |
| 19 | Николаева      | 600                    | ПГС                   |
| 20 | Якутская       | 270                    | Грунт                 |
| 21 | 1-Багарахская  | 120                    | Грунт                 |
| 22 | 2-Багарахская  | 240                    | Грунт                 |
| 23 | Никифорова     | 240                    | Грунт                 |
| 24 | Солнечная      | 400                    | Грунт                 |
| 25 | Газовиков      | 400                    | Грунт                 |
| 26 | Петрова        | 720                    | Грунт                 |
| 27 | Федоровой      | 570                    | Грунт                 |
| 28 | Молодёжная     | 620                    | Грунт                 |
| 29 | Шараборина     | 420                    | Грунт                 |
| 30 | Кулаковского   | 600                    | Грунт                 |
| 31 | Хоринская      | 600                    | Грунт                 |
| 32 | Дорожная       | 550                    | ПГС                   |
| 33 | Строителей     | 550                    | ПГС                   |
| 34 | Восточная      | 450                    | ПГС                   |
| 35 | Центральная    | 530                    | ПГС                   |
| 36 | Западная       | 600                    | ПГС                   |
| 37 | Луговая        | 250                    | Грунт                 |
| 38 | Труда          | 450                    | Грунт                 |
| 39 | Степная        | 450                    | Грунт                 |
| 40 | Южная          | 200                    | Грунт                 |
| 41 | Дальняя        | 200                    | Грунт                 |
|    | Итого:         | 27 210                 |                       |

Климат
Климат, как и по всему городскому округу — резко континентальный с длинной и суровой зимой (средняя температура января — около −40 °C) и коротким, но жарким летом (средняя температура июля — 19 °C). Характерны небольшое количество осадков в течение всего года (при этом большее количество осадков приходится на тёплое время года) и сухой воздух, особенно летом.

## История
Село возникло в результате проводимой в 1950-1960-х годах реформы по укрупнению мелких сельскохозяйственных предприятий. В 1957 году был организован совхоз «Хатасский» (ныне Хатасское коллективное сельхозпредприятие) c центром в селе Хатассы. Основные производства — молочное скотоводство, свиноводство, земледелие (овоще- и картофелеводство).

## Население
| 2002 | 2007  | 2010  | 2015  | 2021  |
| ---- | ----- | ----- | ----- | ----- |
| 3800 | ↗4504 | ↗4979 | ↗5222 | ↗5470 |

## Инфраструктура
экономика
Животноводство (мясо-молочное скотоводство, свиноводство), земледелие (овоще- и картофелеводство). Работают мини-завод по переработке молока, свинокомплекс, разливочный цех «Чистая вода» и т. д..
образование, культура, здравоохранение
Дом культуры, средняя общеобразовательная школа (открыта в 1923 году), учреждения здравоохранения и торговли.
жилищно-коммунальное хозяйство
По состоянию на 2009 год, село Хатассы обслуживалось УК ООО «Хатасское ЖКХ». Водозабор из скважины.
Свалка площадью 4 га находится в 1,1 км от села, не имеет правоустанавливающих документов. На территории свалки имеется скотомогильник.

## Достопримечательности
- Памятник воинам-землякам, погибшим в годы Великой Отечественной войны и сквер «Память жива» в центре села.

## Транспорт
Добраться можно на автобусе № 103 «Якутск-Хатассы» с городского автовокзала.